# Gonbad-e Sorkh (Maragheh)
O Gonbad-e Sorkh (significa A Cúpula Vermelha) é o nome de um edifício histórico em Maragheh, no Irão, construído em 1147 d. C. (542 AH) no período da dinastia Seljuq. O estilo arquitetónico deste edifício é o estilo Razi. O Gonbad-e Sorkh é um dos edifícios mais antigos do período islâmico na província do Azerbaijão Oriental, que está localizado na parte sudoeste da cidade de Maragheh e é um dos monumentos históricos mais importantes desta cidade. O nome do fundador do edifício e a data da sua construção podem ser vistos na inscrição da fachada norte e o nome do seu construtor pode ser visto na inscrição ocidental.